# Колачиці
Колачиці (пол. Kołaczyce) — місто в піденно-східній Польщі, на річці Вислока.
Належить до Ясельського повіту Підкарпатського воєводства.
Первісним населенням були русини-лемки, які з часом полонізувались. Проте навіть у ХХ столітті в місті проживали греко-католики, які належали до парафії Ріпник (Короснянський деканат).

## Географія
У місті річка Бездзяда впадає у Вислоку.

## Демографія
Демографічна структура станом на 31 березня 2011 року:
|          | Загалом | Допрацездатний вік | Працездатний вік | Постпрацездатний вік |
| -------- | ------- | ------------------ | ---------------- | -------------------- |
| Чоловіки | 716     | 149                | 505              | 62                   |
| Жінки    | 751     | 142                | 438              | 171                  |
| Разом    | 1467    | 291                | 943              | 233                  |